# Remitence

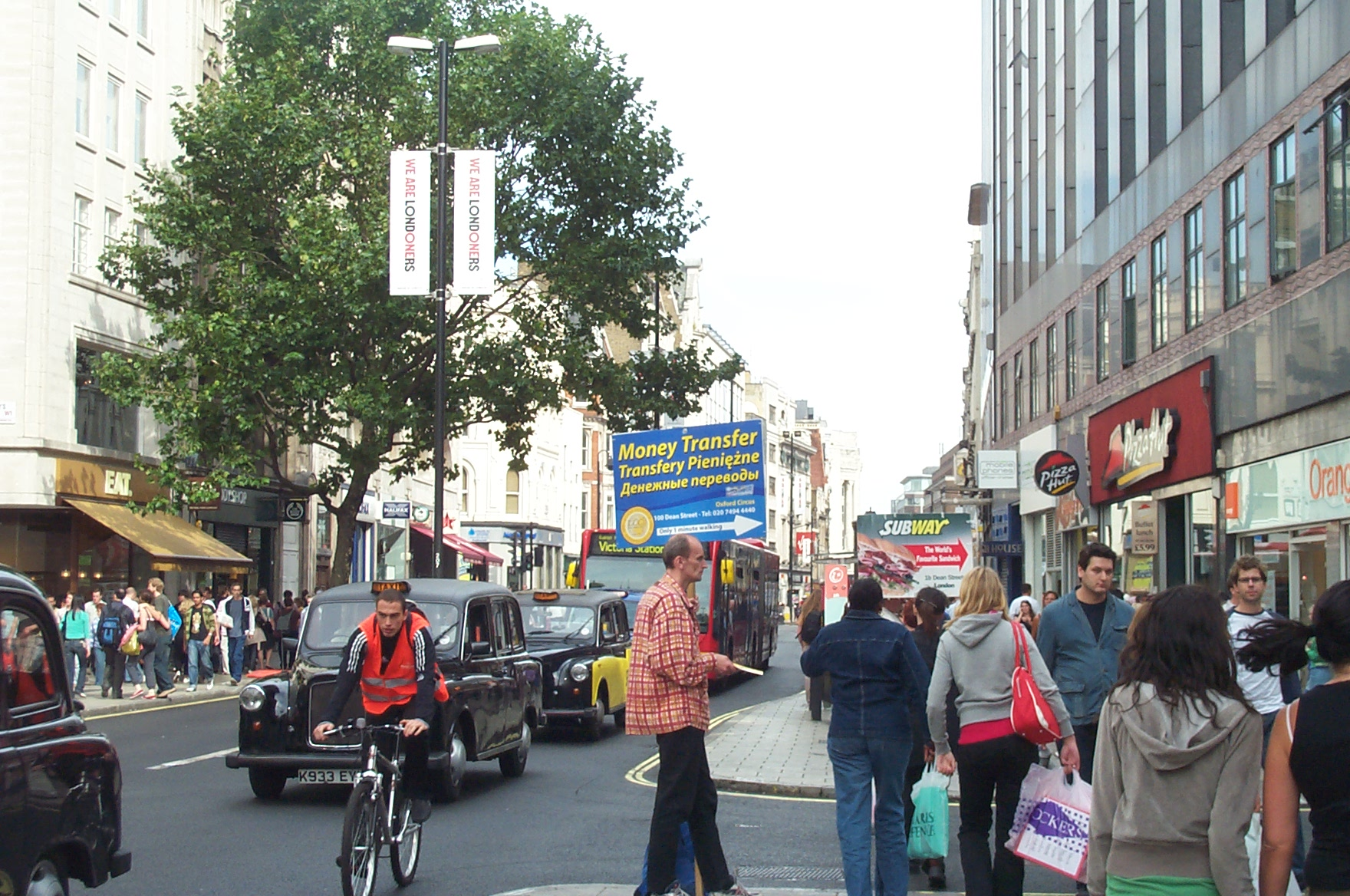
Reklama na převod peněz
v Londýně v angličtině, polštině a ruštině

Remitence jsou finanční a jiné prostředky zasílané migranty ze země zaměstnání zpět do země původu. Pro rozvojové země jsou druhým nejvýznamnějším zdrojem kapitálu hned po přímých zahraničních investicích. Remitence lze rozdělit na rodinné a kolektivní. Rodinné jsou ty, které migranti posílají svým rodinám, avšak nemusí se jednat pouze o finance, ale i o naturálie a sociální příspěvky. Naopak kolektivní jsou ty, které migranti darují zástupcům krajanských sdružení, kteří z nich posléze financují různé projekty v komunitách, odkud migranti pocházejí.
Udává se, že v roce 2019 bylo ve světě skoro 272 milionů mezinárodních migrantů (tzn. lidí, kteří žijí mimo zemi, ve které se narodili). Pro porovnání – v roce 2010 to bylo 221 milionů. Nejvíce mezinárodních migrantů se nachází v Evropě (82 milionů), poté v Severní Americe (59 milionů), dále v severní Africe a západní Asii (49 milionů). Procentuálně nejvyšší nárůst migrantů zaznamenáváme v severní Americe, západní Asii a v subsaharské Africe.
Pro lepší představu – kdyby existovala země, která by byla tvořena pouze mezinárodními migranty, měla by více obyvatel než například Brazílie a její ekonomický potenciál by byl větší, než má například Francie.
Ačkoli remitence jsou tvořeny malými částkami, dohromady tvoří objem, kterým remitence přesahují oficiální rozvojovou pomoc. I když se remitencemi rozumí již zmiňované finanční obnosy, remitence nemusí znamenat pouze finanční pomoc zasílanou do jiné země mezinárodními migranty. Remitence se promítají i do sociální roviny. Jsou to například nápady, know-how a vzdělání, které člověk po návratu do země původu využije ve prospěch své země. Remitence mají velký dopad na ekonomiku státu. Remitence jdou přímo k lidem, kteří finanční podporu potřebují. Distribuce peněz bývá například u výše zmíněné rozvojové pomoci složitější. Remitence mohou rovněž vykazovat vliv na demografické chování obyvatel.

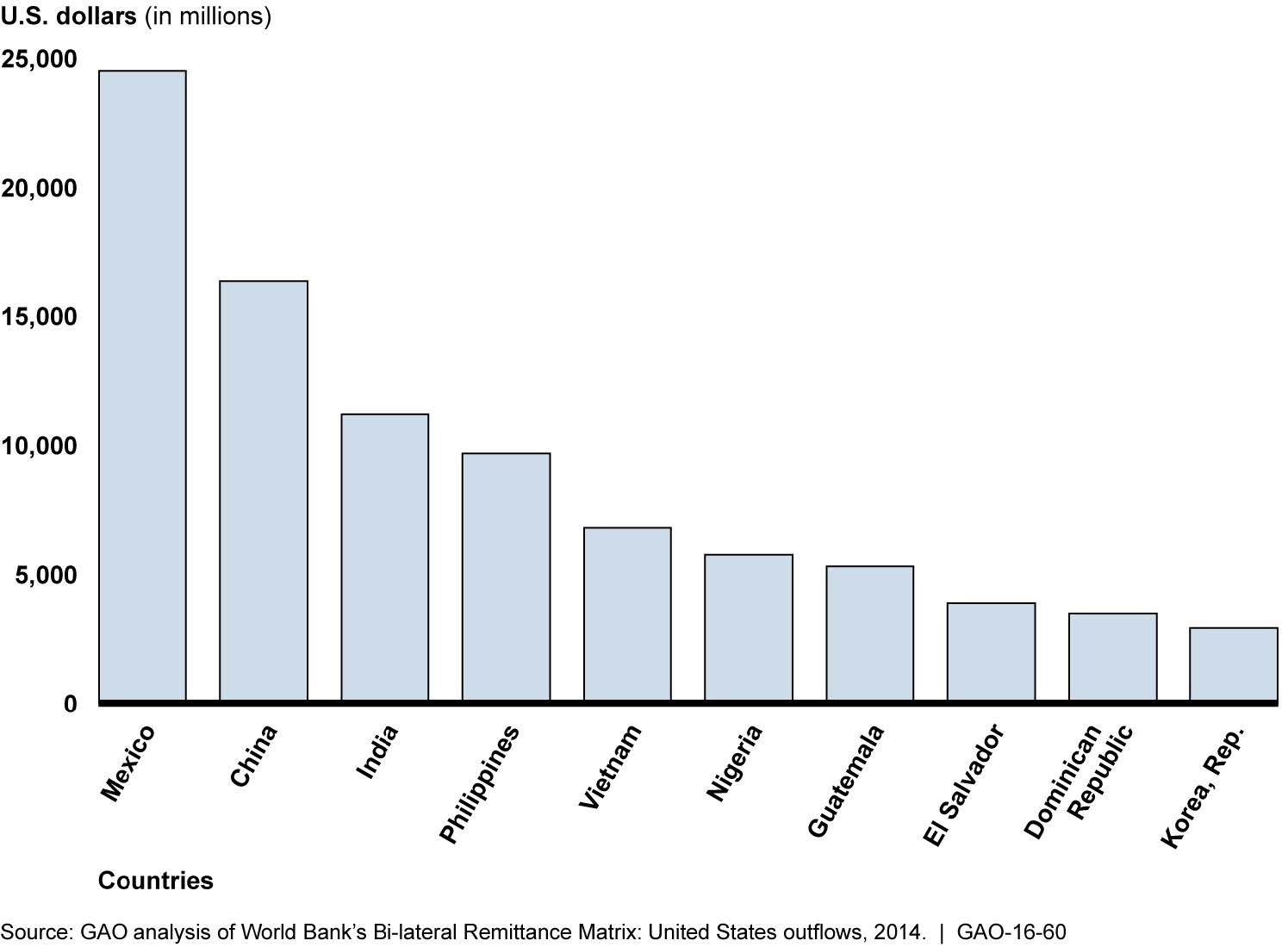
Remitence zaslané ze Spojených států amerických v roce 2014.

## Historie
Remitence nejsou žádnou novinkou. Jsou součástí migrace, kterou lidstvo provádí přirozeně. Některé evropské země jako Španělsko, Itálie nebo Irsko byly v 19. a 20. století silně závislé na remitencích. Tyto země také vytvořily jedny z prvních zákonů na ochranu remitencí, Itálie již v roce 1901.
Počátkem 21. století podíl remitencí prudce vzrostl a v roce 2012 se oproti počátku milénia dokonce ztrojnásobil.

## Podíl remitencí
Podíl remitencí na celkovém HDP byl v roce 2013 nejvyšší v následujících zemích: Východní Timor (216,6 %), Tádžikistán (42,1 %), Kyrgyzstán (31,5 %), Nepál (28,8 %), Moldavsko (24,9 %), Lesotho (24,4 %), Samoa (23,8 %), Haiti (21,1 %), Arménie (21,0 %), Gambie (19,8 %), Libérie (18,5 %), Libanon (17,0 %), Honduras (16,9 %), Salvador (16,4 %), Kosovo (16,1 %) a Jamajka (15,0 %).
Remitence většinou putují do rozvojových a středně rozvinutých zemí. Odhad remitencí pro rok 2019 dosahuje 551 miliard amerických dolarů, což je o 4,7 % než v roce 2018.
V roce 2019 se jako země s nejvyšším příjmem remitencí odhadují Indie (82,2 miliard USD), Čína (70,3 miliard USD), Mexiko (38,7 miliard), Filipíny (35,1 miliard), Egypt (26,4 miliard). Ve srovnání s průměrným HDP jsou pěti zeměmi s nejvyšším příjmem remitencí Tonga (38,5 % HDP), Haiti (34,3 % HDP), Nepál (29,9 % HDP), Tádžikistán (29,7 % HDP) a Kyrgyzstán (29,6% HDP).